# Henry James

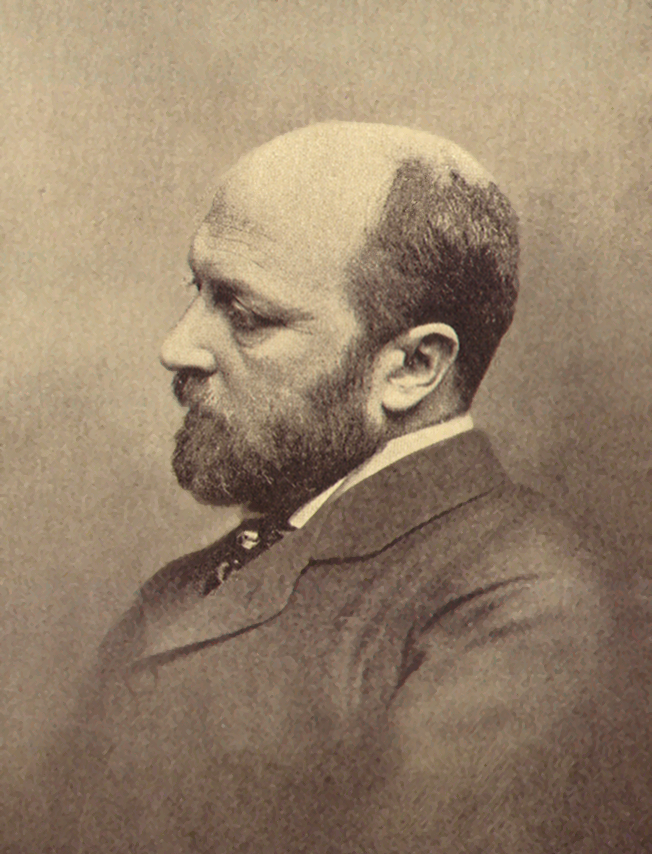
Fotografie a lui Henry James (1890)

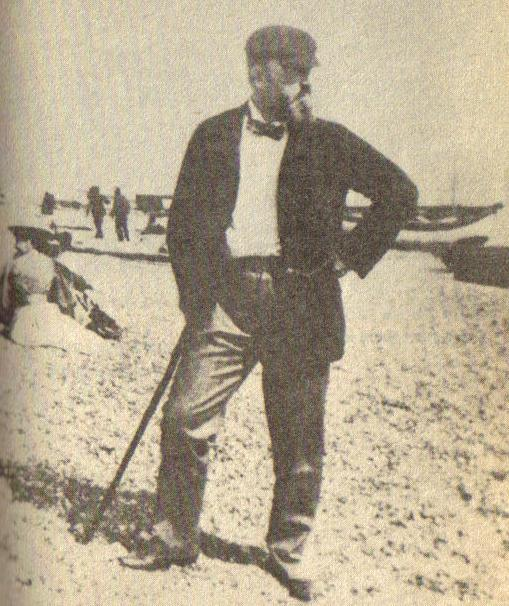
Henry James

Henry James (n. 15 aprilie 1843, New York City, New York, SUA – d. 28 februarie 1916, Greater London, Anglia, Regatul Unit al Marii Britanii și Irlandei), fiu al lui Henry James Sr., frate al filosofului și psihologului William James, respectiv al memorialistei Alice James, a fost un romancier, critic literar, dramaturg și prozator american de la sfârșitul secolului al XIX-lea și începutul secolului al XX-lea.  James și-a petrecut cea mai mare parte a vieții sale în Europa, în special în Anglia, devenind spre sfârșitul vieții sale cetățean britanic.
Deși Henry James este mai ales cunoscut pentru romanele, nuvelele și povestirile sale care sunt scrise din punctul de vedere al conștiinței personajelor sale, celebritatea sa literară se datoreaza opticii sale novatoare asupra literaturii, corelată cu evoluția filozofiei și psihologiei.
James a contribuit semnificativ la analiza și critica operelor de ficțiune, insistând în mod cu totul particular asupra libertății tuturor scriitorilor de a prezenta propria lor viziune a lumii. Ideile sale novatoare asupra punctelor de vedere literare, monologului interior și credibilitatea autorului însuși, prezente în toate scrierile sale, au adus o altă adâncime și un nou interes îndreptat înspre scrierile narative de ficțiune. Astfel, eseul său despre roman, The Art of Fiction, este una dintre acele strălucite scrieri care indică puterea sa critică de analiză.
Fiind un scriitor extraordinar de productiv, James a scris și publicat cărți semnificative de călătorie, biografii, autobiografii, cărți de ficțiune și de critică de artă, alături de romanele, nuvelele și eseurile sale de critică literară.

## Biografie
- 1843 – Se naște la New York, într-o familie înstărită din Washington Square. Este fiul unor intelectuali, Henry James – tatăl și Mary Robertson Walsh. A urmat o educație particulară, unde accentul s-a pus pe literatură și studiul limbilor străine.
- 1854 - 1860 – Călătorește mult, împreună cu familia în Germania, Franța, Italia. La întoarcerea din Europa, familia James se stabilește la Newport, unde cei doi frați Henry și William, iau lecții de desen și pictură.
- 1862 – Se înscrie și frecventează Universitatea Harward, în vederea studierii Dreptului, dar se reorientează către studierea literaturii. Are loc debutul publicistic a lui Henry James în „North American Review” cu un articol de critică literară și cu o proză scurtă „Tragedia unei greșeli”, publicată în „The Continental Monthly”.
- 1870 – Locuiește mai mult timp la Florența și Roma, după care se întoarce la Cambridge.
- 1875 – Revine în Europa și se stabilește o perioadă la Paris, unde îi va cunoaște și va lega prietenii cu Turgheniev, Flaubert, Zola, Maupassant, Daudet. Un an mai târziu se mută la Londra, unde se va stabili definitiv.
- 1882 – Se reîntoarce în America, odată cu moartea părinților lui, dar în anii care urmează călătorește în Europa, în Franța, Elveția, Italia și Anglia.
- 1889 - 1915 – Se refugiază la Rye, Anglia, unde continuă să scrie. Colaborează la revista americană „Harper's Bazaar”. Tulburările cardiace îl deranjează tot mai des, Primește din partea suveranului englez Ordinul Meritului, cea mai înaltă distincție britanică pentru activitatea literară.
- 1915 - În semn de loialitate pentru patria de adopție, și ca protest împotriva politicii americane de neutralitate, scriitorul a devenit cetățean britanic.
- 1916 – Se stinge din viață pe 28 februarie în urma repetatelor crize cardiace și a unei infecții pulmonare, la Rye. Este înmormântat, conform dorințelor sale împreună cu ceilalți membrii ai familiei în Massachusetts, în regiunea cunoscută ca New England, din Statele Unite.

## Opere semnificative ale lui Henry James

### Romane
- Watch and Ward (1871)
- Roderick Hudson (1875)
- Americanul (1877)
- Europenii (1878)
- Încredere (1879)
- Piața Washington (1880)
- Portretul unei doamne (1881)
- Bostonienii (1886)
- Prințesa Casamassima (1886)
- The Reverberator (1888)
- Muza tragică (1890)
- The Other House (1896)
- The Spoils of Poynton (1897)
- Ce știa Maisie (1897)
- Vârsta ingrată (1899)
- Fântâna sacră (1901)
- Aripile porumbiței (1902)
- Ambasadorii (1903)
- Potirul de aur (1904)
- The Outcry (1911)
- Turnul de fildeș (neterminat, publicat postum în 1917)
- The Sense of the Past (neterminat, publicat postum în 1917)

- Între două țărmuri[19]

### Nuvele și povestiri
- "A Passionate Pilgrim" (1871)
- "Madame de Mauves" (1874)
- "Daisy Miller" (1878)
- "A Bundle of Letters" (1879)
- "The Author of Beltraffio" (1884)
- "Manuscrisele lui Jeffrey Aspern" (The Aspern Papers) (1888)
- "A London Life" (1888)
- "The Pupil" (1891)
- "The Real Thing" (1892)
- "The Middle Years" (1893)
- "The Altar of the Dead" (1895)
- „Desenul din covor" (1896)
- "The Turn of the Screw" (1898) (O coardă prea întinsă)
- "In the Cage" (1898) (Din cușcă)
- "Europe" (1899)
- "Paste" (1899)
- "The Great Good Place" (1900)
- "Mrs. Medwin" (1900)
- "The Birthplace" (1903)
- "The Beast in the Jungle" (1903)
- "The Jolly Corner" (1908)

### Scrieri de călătorie
- A Little Tour in France (1884)
- English Hours (1905)
- The American Scene (1907)
- Italian Hours (1909)

### Critică literară
- French Poets and Novelists (1878)
- Hawthorne (1879)
- Partial Portraits (1888) ·
- Essays in London and Elsewhere (1893)
- Notes on Novelists (1914)
- Notebooks (diverși)

### Autobiografii
- A Small Boy and Others (1913)
- Notes of a Son and Brother (1914)
- The Middle Years (neterminat, publicată postum, 1917)

### Piese de teatru
- Theatricals (1894)
- Theatricals: Second Series (1895)
- Guy Domville (1895)

### Biografii
- William Wetmore Story and His Friends (1903)

### Critică de artă
- Picture and Text (1893)

### Biografie
- Henry James: The Untried Years 1843–1870 by Leon Edel (1953)
- Henry James: The Conquest of London 1870–1881 by Leon Edel (1962) ISBN 0-380-39651-3
- Henry James: The Middle Years 1882–1895 by Leon Edel (1962) ISBN 0-380-39669-6
- Henry James: The Treacherous Years 1895–1901 by Leon Edel (1969) ISBN 0-380-39677-7
- Henry James: The Master 1901–1916 by Leon Edel (1972) ISBN 0-380-39677-7
- Henry James: The Imagination of Genius by Fred Kaplan (1992) ISBN 0-688-09021-4
- Henry James: The Young Master by Sheldon Novick (1996) ISBN 0-394-58655-7
- A Private Life of Henry James: Two Women and His Art by Lyndall Gordon (1998) ISBN 0-393-04711-3
- Henry James: A Life in Letters edited by Philip Horne (1999) ISBN 0-670-88563-0

### Ediții
- Henry James: Autobiography edited by F.W. Dupee (1956)
- The American: an Authoritative Text, Backgrounds and Sources, Criticism edited by James Tuttleton (1978) ISBN 0-393-09091-4
- The Notebooks of Henry James edited by F.O. Matthiessen and Kenneth Murdock (1981) ISBN 0-226-51104-9
- Henry James Literary Criticism — Essays on Literature, American Writers, English Writers edited by Leon Edel and Mark Wilson (1984) ISBN 0-940450-22-4
- Henry James Literary Criticism — French Writers, Other European Writers, The Prefaces to the New York Edition edited by Leon Edel and Mark Wilson (1984) ISBN 0-940450-23-2
- The Complete Plays of Henry James edited by Leon Edel (1990) ISBN 0-19-504379-0
- Henry James Collected Travel Writings — Great Britain and America — English Hours, The American Scene, Other Travels edited by Richard Howard (1993) ISBN 0-940450-76-3
- Henry James Collected Travel Writings — The Continent — A Little Tour in France, Italian Hours, Other Travels edited by Richard Howard (1993) ISBN 0-940450-77-1
- The Ambassadors: An Authoritative Text, The Author on the Novel, Criticism edited by S.P. Rosenbaum (1994) ISBN 0-393-96314-4
- The Turn of the Screw: Authoritative Text, Contexts, Criticism edited by Deborah Esch and Jonathan Warren (1999) ISBN 0-393-95904-X
- The Portrait of a Lady: An Authoritative Text, Henry James and the Novel, Reviews and Criticism edited by Robert Bamberg (2003) ISBN 0-393-96646-1
- The Wings of the Dove: Authoritative Text, The Author and the Novel, Criticism edited by J. Donald Crowley and Richard Hocks (2003) ISBN 0-393-97881-8
- Tales of Henry James: The Texts of the Tales, the Author on His Craft, Criticism edited by Christof Wegelin and Henry Wonham (2003) ISBN 0-393-97710-2
- The Portable Henry James, New Edition edited by John Auchard (2004) ISBN 0-14-243767-0
- The Complete Notebooks of Henry James edited by Leon Edel and Lyall Powers (2005) ISBN 0-19-503782-0

### Critică
- The Novels of Henry James by Oscar Cargill (1961)
- The Tales of Henry James by Edward Wagenknecht (1984) ISBN 0-8044-2957-X
- Modern Critical Views: Henry James edited by Harold Bloom (1987) ISBN 0-87754-696-7
- A Companion to Henry James Studies edited by Daniel Fogel (1993) ISBN 0-313-25792-2
- Henry James: A Collection of Critical Essays edited by Ruth Yeazell (1994) ISBN 0-13-380973-0
- The Cambridge Companion to Henry James edited by Jonathan Freedman (1998) ISBN 0-521-49924-0